# Fontaine d'Hiers
La fontaine d'Hiers est située à Hiers-Brouage, en France. L'immeuble a été classé au titre des monuments historiques en 1999.

## Historique
Le bâtiment est classé au titre des monuments historiques par arrêté du 9 mars 1999.